# The Vampire (film 1910)
The Vampire è un cortometraggio muto del 1910. Il nome del regista non viene riportato nei credit del film prodotto dalla Selig.
Il cinema propone per la prima volta il personaggio della donna vampiro tratto dal poema di Rudyard Kipling; personaggio che sarà ripreso con immenso successo dalla vamp Theda Bara in La vampira nel 1915.
Il film fu l'esordio sullo schermo per Charles Clary.

## Produzione
Il film fu prodotto da William Nicholas Selig per la sua compagnia, la Selig Polyscope Company.

## Distribuzione
Distribuito dalla General Film Company, il film - un cortometraggio in una bobina - uscì nelle sale cinematografiche statunitensi il 10 novembre 1910.